# NGC 7027
NGC 7027是一個極為年輕，且物質極為緻密的行星狀星雲，距離地球約3000光年（920秒差距），位於天鵝座。該星雲於1878年由讓·瑪璉·愛德華·史提芬使用馬賽天文台口徑31英吋望遠鏡發現，是最小的行星狀星雲之一，也是至今最被廣泛研究的。

## 概要
NGC 7027是可見光亮度最高的行星狀星雲之一，年齡約600年。
該星雲的體積異常地小，只有約0.2 x 0.1光年，而大部分行星狀星雲直徑至少1光年。NGC 7027的形狀非常複雜，其中有一個由電離氣體形成的橢球區域包含在巨大的中性氣體雲中。它的內層結構被半透明的外層氣體和塵埃覆蓋。NGC 7027的形狀是一個扁長橢球形外殼，內有一個三葉草狀的光解區域。NGC 7027的擴張速度為17 km/s。NGC 7027的中心區域有X射线輻射，代表該區域溫度極高。而在橢球型星雲外為是一系列暗淡的藍色同心球狀外殼。
NGC 7027中心的白矮星周圍可能有吸積盤存在，因此成為星雲中心極高溫的熱源。該星雲內的白矮星質量可能是太陽的0.7倍，光度為7700倍。NGC 7027現正處於行星狀星雲演化極早期，星雲內的分子正被光解為個別原子，而原子則正被電離。
NGC 7027外圍大規模的暈結構質量約是太陽的3倍，為中心電離區質量的100倍。NGC 7027的前身星質量散失是質量在太陽數倍的恆星不會成為超新星的重要證據。
NGC 7027中心的高溫恆星使它的光譜中有大量且高度電離的譜線。該星雲中富含碳，在暴露於強烈紫外線輻射中的緻密分子區中是相當引人注意的研究目標。NGC 7027的光譜和其他尋常行星狀星雲相比，來自中性分子的譜線較少，這是因為分子的結構遭到強烈紫外線輻射摧毀。NGC 7027內的離子有極高的電離位，被認為是尋找可能存在於星際空間的HeH+分子的高度可能存在區域。目前已有聚合钻石纳米棒存在於NGC 7027內的證據。
哈伯太空望遠鏡於1996年首次拍攝NGC 7027。在該次拍攝前它原本被認為是中心恆星溫度過低，不足以使任何氣體電離的原行星狀星雲；但現在已知它正處於行星狀星雲演化過程最早期階段。它的中心恆星原始質量一般相信在3到4倍太陽質量之間。
使用口徑15公分望遠鏡以倍率50倍觀測它時會像一個相對偏藍的恆星，如果倍率達到180倍，其模糊的外觀使它得到「軟糖熊星雲」（Gummy Bear Nebula）的綽號。這是在使用業餘望遠鏡時盡可能以最高放大率觀測的最佳結果。
2019年4月，天文學家宣布在長期觀測後在太空中，尤其是在NGC 7027內部確認了氦合氢离子的存在。這是一種被認為在大爆炸後10萬年就形成的古老分子。
| 天文學目錄  | 天文學目錄                                           | 天文學目錄 |
| ----------- | ---------------------------------------------------- | ---------- |
| NGC天體表： | NGC 7025 - NGC 7026 - NGC 7027 - NGC 7028 - NGC 7029 |            |

## 外部連結
- HubbleSite page, Hubble Captures the Shrouds of Dying Stars（页面存档备份，存于）
- Astronomy Picture of the Day page, March 25, 1998（页面存档备份，存于）
- Astronomy Picture of the Day page, January 17, 1996 （页面存档备份，存于）